# RIM-7 Sea Sparrow
El RIM-7 Sea Sparrow es un sistema de armas estadounidense antimisil y antiaéreo de corto alcance usado desde buques, principalmente destinado a la defensa contra misiles antibuque. El sistema fue un desarrollo de los misiles aire-aire AIM-7 Sparrow en la década de 1960 como arma ligera de "defensa de punto" que pudiera dotarse a los buques lo antes posible, a menudo en lugar de las armas antiaéreas existentes basadas en armas de fuego. En esta encarnación es un sistema muy simple, guiado manualmente por un radar iluminador. Desde su introducción, el Gorrión de mar ha experimentado un desarrollo significativo y ahora se asemeja al AIM-7 solo en la forma; es más grande, más rápido e incluye un nuevo buscador y un sistema de lanzamiento vertical (VLS) para buques de guerra modernos. Cincuenta años después de su desarrollo, el Gorrión de mar permanece en parte importante de los sistemas de defensa aérea actuales, proporcionando un componente de corto a medio alcance especialmente útil contra los misiles “rozaolas”.

## Historia

### Antecedentes
Los aviones de alta velocidad que se acercaban a los buques a baja altitud representaban una grave amenaza para las fuerzas navales en la década de 1950. Acercándose en el horizonte local de los barcos, los aviones aparecían repentinamente a distancias relativamente cercanas, dando pocos segundos para responder antes de que el avión lanzara su carga y se retirara. Esto dio al avión una enorme ventaja sobre armas anteriores como los bombarderos en picado o torpederos, cuya baja velocidad permitían ser atacados con armas antiaéreas. La ventaja fue tan grande que la Royal Navy hizo frente a la amenaza del nuevo crucero de la clase Sverdlov soviético, respondiendo de forma no lineal mediante la introducción de los aviones Blackburn Buccaneer para atacarlos.
Aún aumentaron más las mejoras de las capacidades de los aviones contra los buques con una serie de armas guiadas de precisión, comenzando con la Segunda Guerra Mundial con armas controladas manualmente como el Fritz X y evolucionando a misiles de crucero semiautónomos, tales como el KS Raduga-1 Komet, se basó en una combinación de guiado inicial con el lanzamiento desde el avión y guiado terminal sobre el misil propio. Estos sistemas permiten a los aviones lanzar sus ataques con relativa seguridad desde fuera del alcance de las armas del buque. Solo la presencia de cazas defensivos operando a largas distancias de los barcos podrían dar cobertura frente a estos ataques, atacando a los aviones antes de que lanzaran su ataque y se acercaran a los barcos.
La Marina de los Estados Unidos hizo hincapié en la doctrina de cobertura aérea de largo alcance para contrarrestar la alta velocidad de los aviones y de los misiles, el desarrollo de nuevas defensas de corto alcance se habían ignorado en gran medida. Mientras se desarrollaba un costosísimo caza de largo alcance como el Douglas F6D Missileer, la mayoría de los barcos se quedaron equipados con armas más viejas, por lo general Bofors de 40 mm o armas similares. Durante la década de 1960 la capacidad contra los aviones modernos y misiles fue limitada, la falta de montajes de reacción rápida, radares de guiado con una precisión limitada y largos tiempos de reacción y toma de decisión por parte de los sistemas de control de fuego, implicaba que las armas tenían poca probabilidad de responder con eficacia.
La introducción de misiles “rozaolas”, aumentó dramáticamente la amenaza de los ASM (air-surface missile) contra barcos. A diferencia de la generación anterior de ASM, los “rozaolas” se acercaban a bajo nivel, al igual que un avión de ataque, escondiéndose hasta el último momento. Los misiles fueron relativamente pequeños y mucho más difícil de derribar que un avión de ataque. Mientras que las defensas aéreas podían ser consideradas una amenaza creíble para una gran aeronave o un misil que se acercara a mayor altitud, contra un misil “rozaolas” eran inútiles. Para contrarrestar con éxito esta amenaza, los barcos necesitaban de nuevas armas capaces de atacar estos objetivos tan pronto como aparecieran con la precisión suficiente para derribarlos en el primer intento ya que habría poco tiempo para un segundo intento.

### Sistema de misiles de defensa de punto (PDMS)

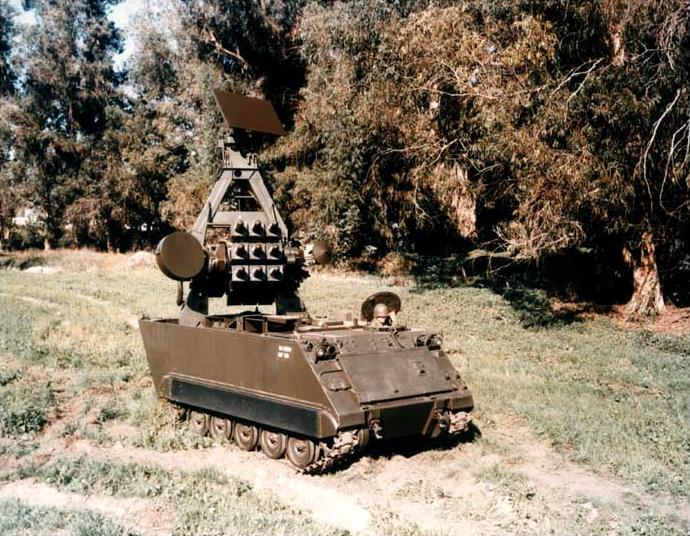
Prototipo del MIM-46 Mauler.

El ejército se enfrentó a un problema similar de defensa contra ataques por aviones a reacción. En este caso el horizonte local fue generalmente más limitado, bloqueados por árboles y cerros, los tiempos de reacción podrían ser medidos en segundos. Llegaron a la conclusión de que un sistema basado en armas de fuego era simplemente inservible en este papel; por el momento el radar se quedaba bloqueado por el poco tiempo que tenía para calcular la cantidad de disparos que debía de realizar al objetivo, si bien esto era debido al corto alcance del arma. Los misiles, por otra parte, podían ajustar progresivamente su enfoque mientras volaban hacia el destino, y solo necesitaban estar "lo suficientemente cerca" para que la espoleta detonara.
En 1959 el ejército inició el desarrollo del MIM-46 Mauler, que monta un nuevo misil de alta velocidad sobre el chasis de un vehículo de transporte de personal blindado M113, junto con un radar de búsqueda de medio alcance y un radar de seguimiento e iluminación independiente. Para hacer frente a los tiempos de respuesta rápida necesarios, el sistema de control de fuego era semiautomático; los operadores podrían ver los objetivos en el radar de búsqueda y dar prioridad a las amenazas, el sistema de control de fuego seleccionaría un objetivo dentro del alcance de ataque  y automáticamente lanzaría los misiles hacia ellos. Ya que el misil actuaría cerca del suelo en entornos altamente congestionados, utilizaría una combinación de haz durante el recorrido inicial proporcionado por el radar de iluminación y un buscador infrarrojo en la nariz, lo que permite el seguimiento mientras sigue la ruta de frente siempre y cuando la parte posterior del misil permanezca libre de obstáculos.
Estos mismos parámetros básicos de adquisición – alta velocidad y los tiempos correspondientes de un avistamiento fugaz – se aplican a aviones a baja altura y misiles como el “rozaolas”. La Marina pretendía adaptar el Mauler mediante la eliminación de su radar de búsqueda y cableado y utilizando en su lugar los sistemas de radar transmitidos por el buque. El lanzador de 9 células y el radar iluminador se mantenía en un montaje relativamente compacto. El desarrollo se inició en 1960 bajo el nombre de “sistema de misiles de defensa de punto" (PDMS), la versión naval era conocida como "RIM-46 Sea Mauler". La Armada estaba tan confiada en el Sea Mauler que modificó el diseño de sus fragatas más recientes, la clase Knox, para incorporar espacio en la cubierta trasera para el lanzador del Sea Mauler.
La confianza de la Marina en el Mauler se demostró fuera de lugar; en 1963 el programa había sido degradado a un esfuerzo de puro desarrollo tecnológico debido a problemas continuos y fue cancelado totalmente en 1965. Tres de los interesados, el Ejército, la Armada y el Ejército Británico, comenzaron a buscar un reemplazo. Mientras los Británicos tomaron un enfoque a más largo plazo y desarrollaron el nuevo misil Rapier, el Ejército y la Armada se unieron para encontrar un sistema que pudiera desplegarse lo antes posible. Ante el problema de la orientación en un entorno congestionado, el ejército decidió adaptar los misiles infrarrojos AIM-9 Sidewinder en el MIM-72 Chaparral. Este se basa en el AIM-9D, un “perseguidor de colas”, y sería inútil para la Armada donde sus objetivos se aproximan de frente. Requiere un sistema guiado por radar, y esto, naturalmente, llevó al AIM-7 Sparrow. También consideraron al Chaparral para barcos más pequeños debido a su tamaño mucho menor, pero aunque se intentó no se ajustó.

### Sistema de misiles de punto básico (BPDMS)

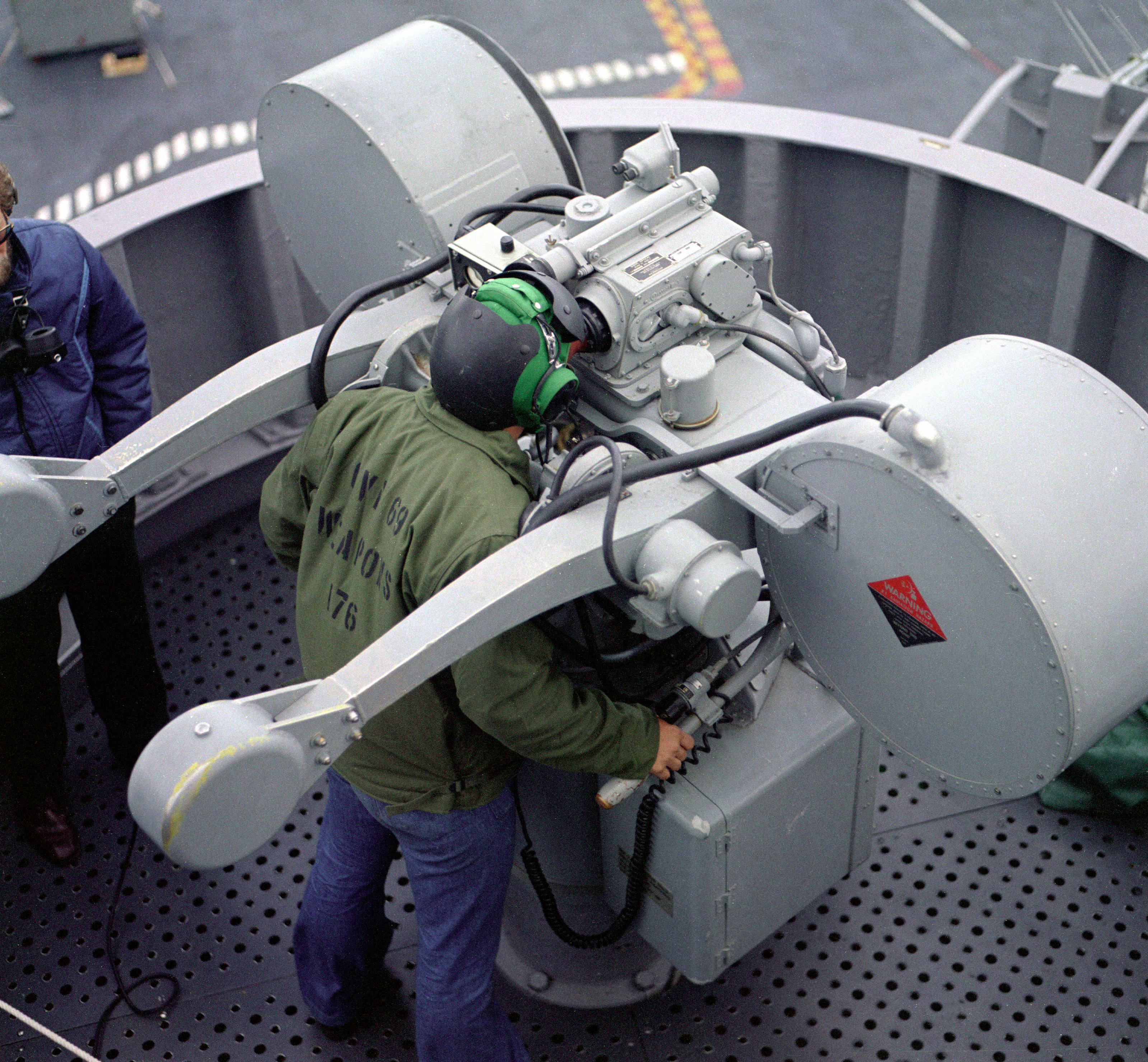
Iluminador Mark 115, inicialmente usado para guiar al Sea Sparrow hacia su objetivo como parte del BPDMS.

Rápidamente la organización del "sistema de misiles de defensa de punto básico", BPDMS, adaptó con rapidez sorprendente el actual AIM-7E del Phantom F-4 para uso en buques. Las principales novedades fueron el nuevo lanzador de rail Mk 25 desarrollado desde el lanzador ASROC, y el Mk 115 radar iluminador manual que parecía dos grandes reflectores. La operación fue extremadamente simple; el operador se orientaría a través de los comandos de voz de los operadores de radar y luego giraría el iluminador sobre el blanco. El haz relativamente ancho del radar solo se necesita tener en la dirección general del objetivo, la señal de onda continua Doppler desplazada por el objeto en movimiento aparecería con fuerza aunque no estuviera centrado en el haz. El lanzador seguiría automáticamente los movimientos del iluminador, para que cuando el misil sea disparado vea inmediatamente la señal reflejada en el objetivo.
De esta forma el Sea Sparrow fue probado en el USS Bradley a partir de febrero de 1967, pero fue retirado cuando fue enviado a Vietnam más tarde ese mismo año. Las pruebas continuaron, y entre 1971 y 1975 el Sea Sparrow fue montado en 31 buques, DE 1052 a 1069 y DE 1071 a 1083. El "barco desaparecido" de la serie, el USS Downes (DE-1070) fue empleado para probar una versión mejorada (ver más abajo).
El Gorrión de mar dista de ser un arma ideal. Su motor de cohete fue diseñado con la suposición de que se lanzaría a alta velocidad desde un avión y por lo tanto, está optimizado para una larga travesía a relativamente baja potencia. En el papel superficie-aire se prefiere tener una aceleración muy alta para permitir interceptar objetivos a nivel del mar (“rozaolas”) tan pronto como sea posible. El perfil de energía también es adecuado para vuelo a gran altura, pero a baja altitud no produce suficiente energía para superar la resistencia y disminuye considerablemente el alcance; algunas estimaciones indican que el Gorrión de mar puede ser efectivo solo a 10 kilómetros (6.2 millas), alrededor de un cuarto del alcance del Gorrión de aire. Un motor con potencia mucho más elevada podría mejorar considerablemente el rendimiento, a pesar del corto tiempo de combustión.
Otro problema es que las alas de dirección están montadas en posición central. Estas fueron utilizadas en el Gorrión porque requiere menos energía para maniobras básicas durante el vuelo, pero hace del misil menos maniobrable en general, que no se adaptaba bien al tipo de armas de reacción rápida. Además, significaba que las alas de potencia no podrían ser fácilmente adaptadas para plegarse, y por lo tanto, las células del lanzador eran del tamaño de las alas en lugar del cuerpo del misil, ocupando mucho más espacio del requerido. Aunque el Sea Sparrow fue concebido como un sistema de misiles pequeños que pudieran ser aptos para una amplia variedad de buques, el lanzador era relativamente grande y fue utilizado solo en grandes fragatas, destructores y portaaviones. Por último, el iluminador manual tenía un uso limitado de noche o en condiciones meteorológicas adversas, lo que no era alentador para un arma utilizada en buques donde el fenómeno de la niebla era algo común.

### Sistema mejorado de defensa de punto básico (IBPDMS)

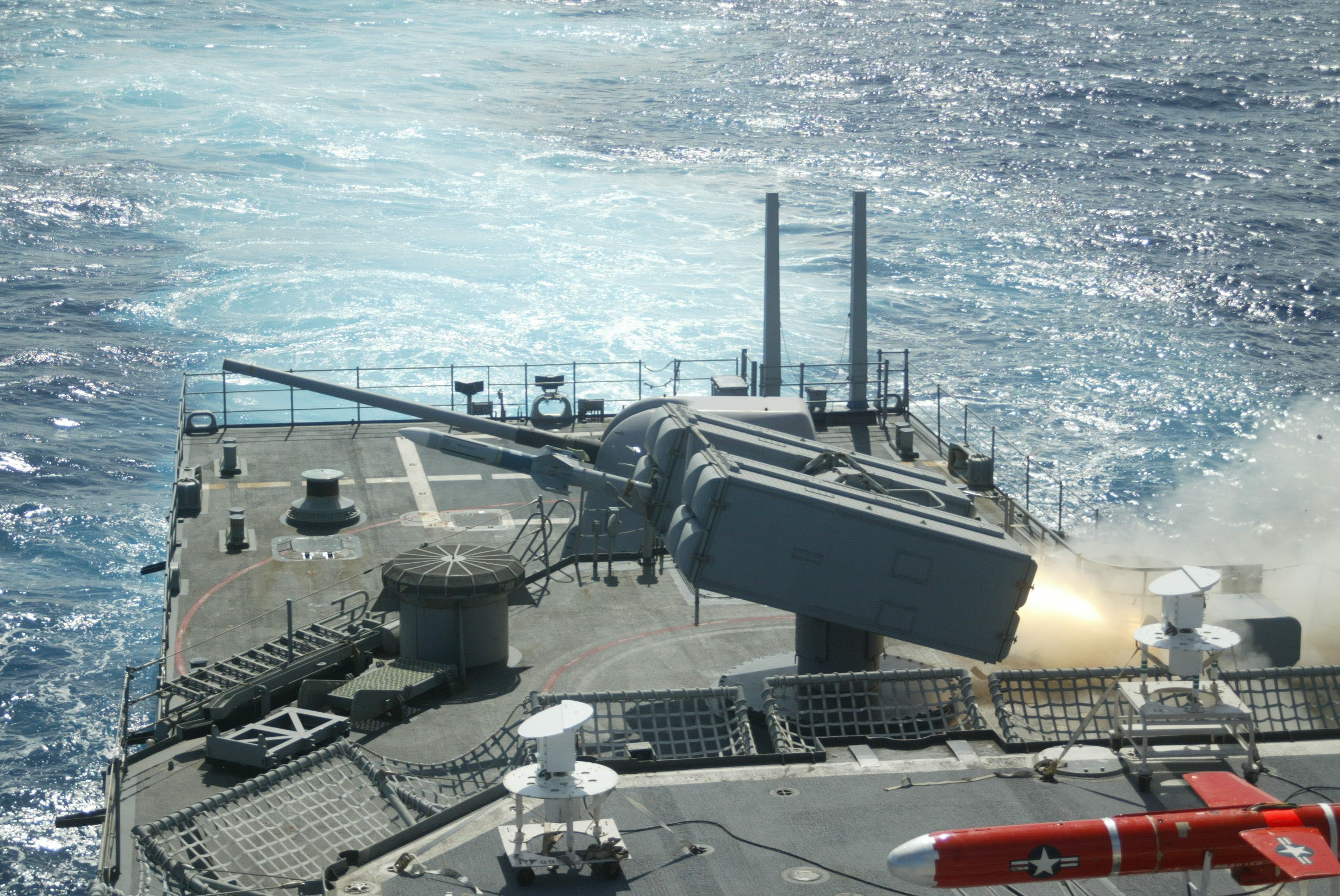
El USS O'Brien (DD-975) lanza un misil Sea Sparrow, se muestra como todavía está plegada el ala después de ser lanzado por un NSSM Mark 29 el 5 de noviembre de 2003.

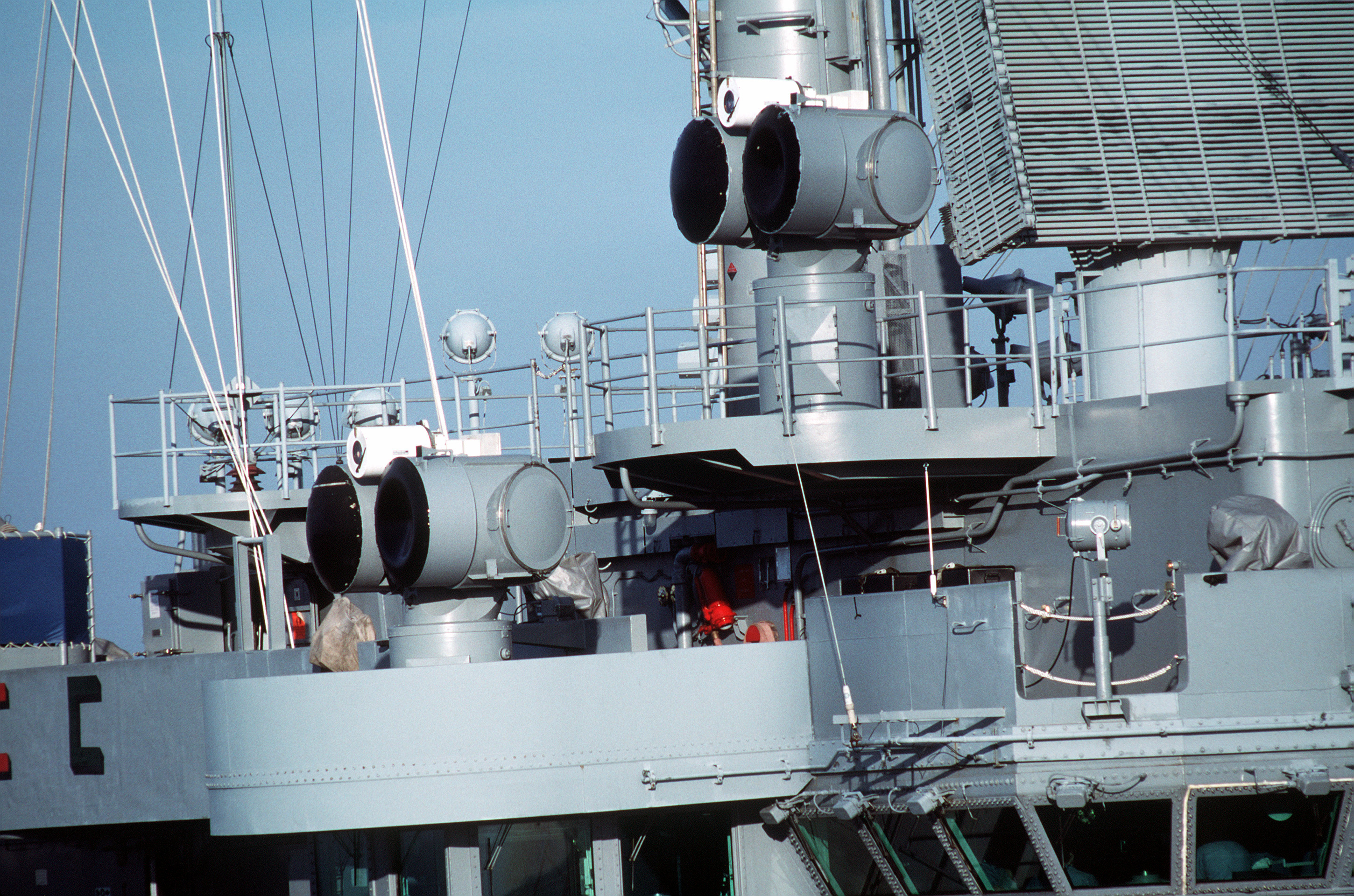
Dos iluminadores MK-95 usados para guiar al Sea Sparrow hacia su objetivo.

En 1968, Dinamarca, Italia y Noruega firmaron un acuerdo con la Armada para utilizar el Gorrión de mar en sus buques y colaborar en las futuras versiones mejoradas. En los siguientes años un número de países se sumaron a la Oficina del proyecto del SEA SPARROW de la OTAN (NSPO), y actualmente cuenta con 12 naciones miembros. En este grupo, se inicia el programa de "Sistema mejorado de misiles de defensa de punto básico" (IBPDMS) mientras que la versión original está siendo desplegada.
El IBPDMS surgió con el RIM-7H, que fue esencialmente el RIM-7A con las alas centrales modificadas para poder plegarse. Esto se hizo de manera similar a los aviones basados en portaaviones; las alas estaban articuladas a lo largo del tramo en un punto cercano al 50%, con la parte exterior girada hacia el cuerpo del misil. Esto les permitió ser almacenados en tubos contenedores más pequeños como los del nuevo lanzador Mk-29, la tapa se abría automáticamente cuando eran liberados desde el tubo.
El buscador fue modificado para trabajar con una variedad de radares de guiado, incluidos los que se utilizan con los sistemas de misiles europeos existentes. La producción del RIM-7H comenzó en 1973 como Sistema de Misiles Sea Sparrow bloque I (NSSMS) de la OTAN. Para la Marina estadounidense se introdujo el nuevo sistema iluminador MK-95, similar al original Mk-115 pero con orientación automática que se puede utilizar con cualquier meteorología. El MK-95 formó la base del sistema altamente automatizado de control de fuego Mk-91.

### Actualizaciones de misiles
En 1972 Raytheon inició un programa de actualización del Sparrow para armar al próximo F-15 Eagle, produciendo el AIM-7F. El modelo F reemplazó al antiguo sistema analógico de guiado con una versión de estado sólido que pudiera operar con el nuevo radar de impulsos doppler del F-15. El sistema de guía era mucho más pequeño, lo que permitió que la cabeza explosiva pudiera ser trasladada desde su anterior posición en la parte trasera, a una posición en las alas montada en la mitad, y aumentó de peso a 86 libras (39 kg.). Al moverla hacia delante también permitió que el motor de cohete pudiera ser más potente, por lo que fue reemplazado por un nuevo motor de doble empuje que aceleraba rápidamente el misil a velocidades superiores y, a continuación, establecer un menor empuje para la velocidad de crucero. Los nuevos misiles fueron rápidamente adaptados para el papel naval de manera similar al RIM-7H, produciendo el RIM-7F. El nuevo misil había utilizado la designación del modelo inferior a pesar de poseer la tecnología más reciente del modelo H.
Otra importante actualización para el AIM-7 fue el AIM-7 M. El M incluye un nuevo radar de seguimiento monopulso que le permite disparar hacia abajo desde un avión a gran altura a un objetivo que de lo contrario quedaría enmascarado por el suelo. El nuevo modelo incluye también un sistema de guiado totalmente computarizado que podría ser actualizado en el campo, así como una mayor reducción de peso para otra actualización de la cabeza. El sistema de guía computarizado incluye también un piloto automático simple que permite al misil seguir volando hacia el último lugar de destino conocido incluso con la pérdida de la señal, lo que permite a la plataforma de lanzamiento dejar de guiar por períodos cortos, mientras el misil estuviera en vuelo. Todas estas modificaciones también mejoraron el rendimiento contra la baja altitud de los “rozaolas”. El modelo M entró en servicio operacional en 1983.
Mientras que el modelo M se estaba desarrollando, la Armada también introdujo una actualización para el sistema de control de fuego Mk-91, el "Sistema de Adquisición de Objetivos Mk-23" (TAS). El TAS incluye un radar 2D de medio alcance y un sistema IFF que proporciona información a una nueva consola en el centro de información de combate del buque. El Mk-23 automáticamente detecta, prioriza y muestra objetivos potenciales, lo que mejora los tiempos de reacción del sistema en su conjunto. El Mk-23 también se utiliza para seleccionar objetivos en otros sistemas de armas, incluyendo armas de fuego y otros sistemas de misiles. El TAS comenzó a entrar en la flota en 1980.

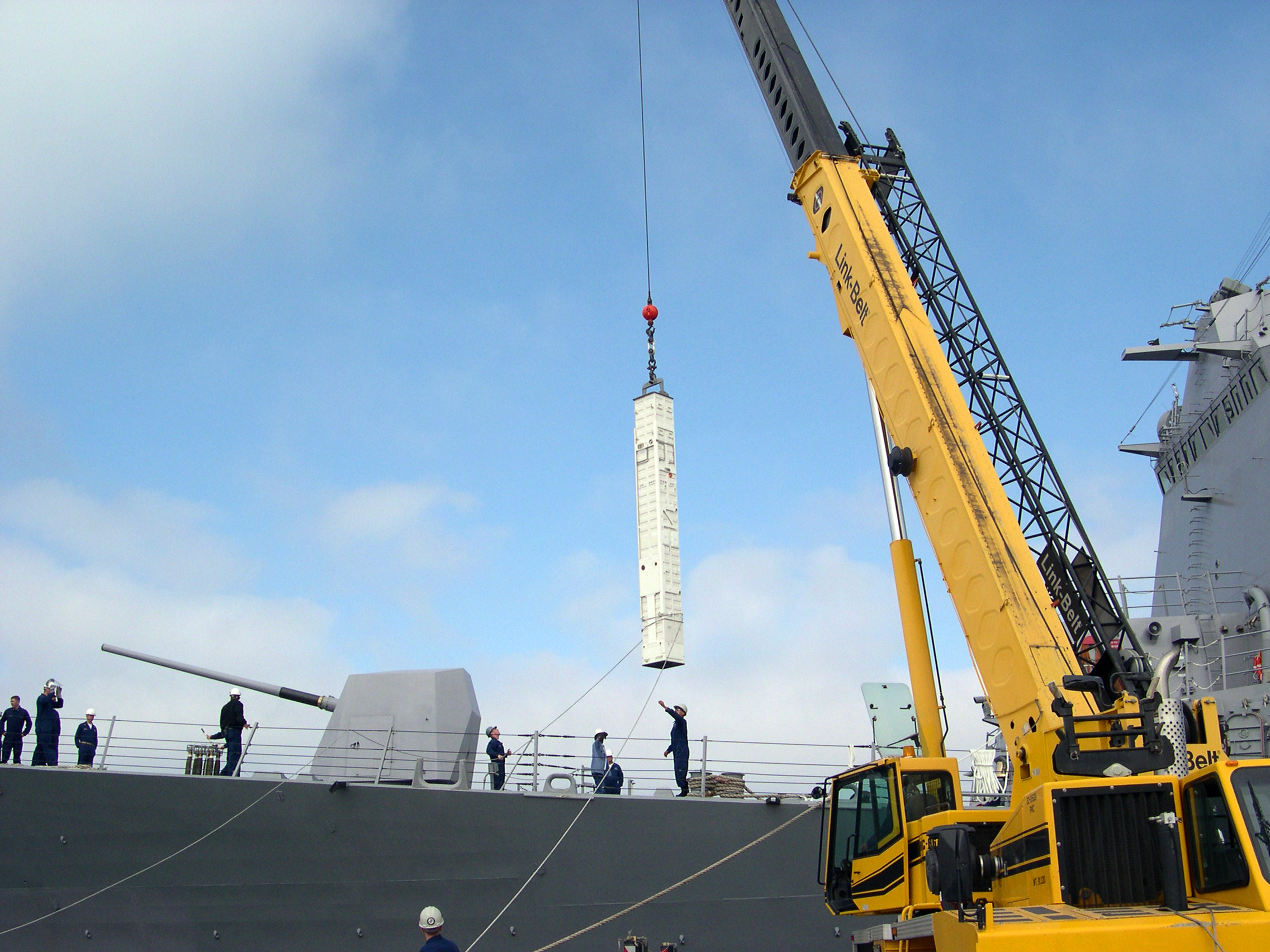
Evolved Sea Sparrow siendo cargado en una celda de un VLS

La NSPO también utiliza la mejora de la serie M como una oportunidad para actualizar el sistema para que pueda ser lanzado desde un sistema de lanzamiento vertical (VLS). Esta modificación utiliza el paquete "Jet Vane Control" (JVC) que se agrega en la parte inferior del misil. En el lanzamiento, un motor pequeño del JVC impulsa al misil por encima de la nave, a continuación, utiliza las aletas de dirección y los gases de escape para de forma rápida posicionar al misil en la dirección adecuada contra el objetivo, que es alimentado por el JVC durante el lanzamiento. En cuanto al Sea Sparrow se refiere, no existe diferencia entre ser lanzado directamente desde un lanzador con rail o usar el JVC, en ambos casos el misil se activa mirando directamente al objetivo.
Una actualización final para el Gorrión fue el AIM-7P, que sustituyó el sistema de guía del M con un modelo mejorado que permite actualizaciones de vuelo proporcionados por la plataforma de lanzamiento a través de nuevas antenas montadas en la parte trasera. Para uso aire-aire permite al misil colocarse por encima del objetivo y, a continuación, dirigirse hacia abajo acercándose a la vez, lo que proporciona mayor alcance mientras permanezca mayor tiempo volando a gran altura. Esto significa que la nueva versión también podría ser guiada directamente contra objetivos de superficie que de otro modo no se visualizan bien en el radar (que es función de la velocidad relativa), permitiendo que los radares de búsqueda más potentes del buque puedan proporcionar orientación hasta que el misil se acerque al blanco y la señal reflejada sea más fuerte. Esto también dio al Sea Sparrow un papel secundario como misil antibuque muy útil que le permite atacar barcos más pequeños.
El 1 de octubre de 1992, durante unos ejercicios de la OTAN en el mar Egeo, el USS Saratoga lanzó accidentalmente dos misiles Sea Sparrow. Estos impactaron sobre el destructor turco TCG Muavenet en el puente y en el CIC, matando a cinco de los oficiales e hiriendo a 22 hombres. El Muavenet fue dañado gravemente y dado de baja, y Estados Unidos les entregó la fragata clase Knox USS Capodanno como compensación.

### Misiles Evolved Sea Sparrow (ESSM)
Artículo principal: RIM-162 ESSM

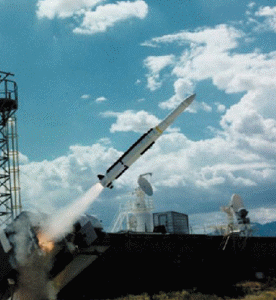
Lanzamiento de un ESSM. Nótese la sección alargada del motor.

Aunque la Marina y la Fuerza Aérea inicialmente habían previsto actualizaciones adicionales para el Gorrión, en particular el AIM-7R con una combinación de guiado por radar/infrarrojo, estos fueron cancelados en favor del más avanzado AIM-120 AMRAAM en diciembre de 1996. El vínculo entre las versiones del Gorrión, la aérea y la de a bordo, Raytheon propone un conjunto mucho más amplio de actualizaciones al Sea Sparrow, el RIM-7R Gorrión de mar evolucionado (ESSM). Los cambios fueron tan extensos que el proyecto fue renombrado, convirtiéndose en el RIM-162 ESSM.
El ESSM toma la sección de guiado vigente del RIM-7P y encaja una nueva sección trasera. El nuevo misil es de 10 pulgadas de diámetro en lugar de las anteriores 8 pulgadas, que permite un motor más potente. También elimina las alas montadas a mitad del cuerpo, reemplazándolos por largas aletas similares a los del misil estándar (y los misiles de otras marinas desde la década de 1950) y traslada el control de orientación a las aletas traseras. Las aletas de cola hacen que el ESSM utilice más energía pero ofrece considerablemente mayor maniobrabilidad mientras todavía esté el motor funcionando después del lanzamiento.
Se ha desarrollado un nuevo paquete cuádruple de misiles Mk-25 para encajar cuatro ESSMs en una sola celda del Mk-41 VLS. Para usarlo en los VLS, los ESSMs están equipados con el mismo sistema JVC que las versiones anteriores.

## Operadores
Australia
- Royal Australian Navy

 Bélgica
 Portugal
 Canadá
 Chile
- Armada de Chile

 Dinamarca
 Alemania
 Grecia
 Italia
 Japón
 Corea del Sur
 México
- Marina de México

 Países Bajos
 Perú
- Marina de Guerra del Perú

 Nueva Zelanda
 Noruega
 España
- Armada Española

 Estados Unidos
- Armada de los Estados Unidos

 Turquía
 Bulgaria